# Майкл Курілла
Майкл Ерік Курілла (англ. Michael Erik Kurilla; нар. 16 травня 1966) — американський воєначальник, генерал армії США (2022). Учасник війн у Перській затоці, в Афганістані та Іраку.

## Біографія
Майкл Ерік Курілла народився 16 травня 1966 року в Каліфорнії та виріс у Елк-Рівер, штат Міннесота. Курілла отримав ступінь бакалавра аерокосмічної інженерії у Військовій академії США, ступінь магістра ділового адміністрування в Університеті Регіс і ступінь магістра з вивчення національної безпеки в Національному воєнному коледжі. У 1988 році, після закінчення Вест-Пойнта, він продовжив службу у лавах піхоти армії США. На початку своєї кар'єри Курілла брав участь у вторгненні США до Панами і війні в Перській затоці, а також в операціях на Гаїті, в Косово та Боснії.
З 2004 по 2014 роки він перебував у складі Центрального командування США, виконуючи різного роду місії в Іраку, Афганістані та Сирії. У 2005 році він був перебував у відрядженні в Іраку як командир 1-го батальйону 24-го піхотного полку 1-ї бригади 25-ї піхотної дивізії. Він був нагороджений Бронзовою зіркою з літерою «V» після бою в Мосулі, під час якого він «був тричі поранений, але продовжував вести вогонь у бік повстанцям, керуючи своїми військами». У результаті вибуху автомобіля та бойових дій у Мосулі проти Аль-Каїди він був важко поранений. В подальшому командував 75-м полком рейнджерів. З 2012 по 2014 роки був помічником генерала Об'єднаного командування спеціальних операцій. З 2016 по 2018 рік Курілла був командиром 82-ї повітрянодесантної дивізії, з 2018 по 2019 рік — начальником штабу Центрального командування США. У жовтні 2019 року прийняв командування XVIII повітрянодесантним корпусом. У 2022 році він відправився до Німеччини для спостереження за розгортанням військ США у відповідь на російсько-українську кризу 2021—2022 років.